# Панорамна вулиця (Київ)
Панора́мна ву́лиця — вулиця в Голосіївському районі міста Києва, місцевість Багринова гора, селище Жовтневе. Пролягає від Лисогірської вулиці до проспекту Науки (на деяких електронних картах — до Ракетної вулиці).
Прилучаються Бескидська та Ракетна вулиці.

## Історія
Вулиця виникла в 50-х роках XX століття при будівництві селища Хрущове (пізніше — Жовтневе) під назвою Нова. Сучасна назва — з 1958 року.